# 타지키스탄 U-23 축구 국가대표팀
타지키스탄 U-23 축구 국가대표팀은 타지키스탄을 대표하는 23세 이하 축구 국가대표팀으로  현재까지 하계 올림픽 본선 경험은 전무하다.

## 국제 대회 경력

### AFC U-23 아시안컵
2022년 AFC U-23 아시안컵 예선에서 이란에 이어 B조 2위를 차지하며 사상 첫 U-23 아시안컵 본선 진출에 성공했으나 본선 D조에서 사우디아라비아, 아랍에미리트, 일본을 상대로 단 1승도 단 1골도 기록하지 못하고 3전 전패·조 최하위에 머무르며 아시아 축구의 높은 벽을 실감했다.

### 아시안 게임
아시안 게임에는 2번 출전하여 이 중 2014년 대회에서 팔레스타인에 이어 C조 2위로 16강에 진출하며 타지키스탄 축구 역사상 아시안 게임 역대 최고 성적을 거두었다.

## 주요 대회 성적

### 아시안 게임
| 아시안 게임 기록 | 아시안 게임 기록 | 아시안 게임 기록 | 아시안 게임 기록 | 아시안 게임 기록 | 아시안 게임 기록 | 아시안 게임 기록 | 아시안 게임 기록 | 아시안 게임 기록 | 아시안 게임 기록 |
| 년도             | 결과             | 순위             | 경기             | 승               | 무*              | 패               | 득점             | 실점             | 승점             |
| ---------------- | ---------------- | ---------------- | ---------------- | ---------------- | ---------------- | ---------------- | ---------------- | ---------------- | ---------------- |
| 2002년           | 불참             | 불참             | 불참             | 불참             | 불참             | 불참             | 불참             | 불참             | 불참             |
| 2006년           | 예선탈락         | 25위             | 3                | 1                | 2                | 0                | 7                | 3                | 5                |
| 2010년           | 불참             | 불참             | 불참             | 불참             | 불참             | 불참             | 불참             | 불참             | 불참             |
| 2014년           | 16강             | 13위             | 4                | 2                | 0                | 2                | 5                | 6                | 6                |
| 합계             | 2회 출전(2/4)    | 16강(2회)        | 7                | 3                | 2                | 2                | 12               | 9                | 11               |

### AFC U-23 아시안컵
| 연도   | 결과      | 경기      | 승        | 무        | 패        | 득점      | 실점      |
| ------ | --------- | --------- | --------- | --------- | --------- | --------- | --------- |
| 2014년 | 예선 탈락 | 예선 탈락 | 예선 탈락 | 예선 탈락 | 예선 탈락 | 예선 탈락 | 예선 탈락 |
| 2016년 | 예선 탈락 | 예선 탈락 | 예선 탈락 | 예선 탈락 | 예선 탈락 | 예선 탈락 | 예선 탈락 |
| 2018년 | 예선 탈락 | 예선 탈락 | 예선 탈락 | 예선 탈락 | 예선 탈락 | 예선 탈락 | 예선 탈락 |
| 2020년 | 예선 탈락 | 예선 탈락 | 예선 탈락 | 예선 탈락 | 예선 탈락 | 예선 탈락 | 예선 탈락 |
| 합계   | 0/4       | 0         | 0         | 0         | 0         | 0         | 0         |

- 참고: AFC U-23 챔피언십이 올림픽 축구 아시아 지역 예선 역할을 한다.